# 扎波里兹凯 (扎波罗热区)
48°1′38″N 35°13′50″E / 48.02722°N 35.23056°E
扎波里茲凱（烏克蘭語：Запорізьке）是位於烏克蘭東南部的村莊，由扎波羅熱州扎波羅熱区的米哈伊利夫卡市鎮負責管轄。該村面積0.53平方公里，2001年人口106，人口密度每平方公里201.9人。